# Santa Baby (Lied)

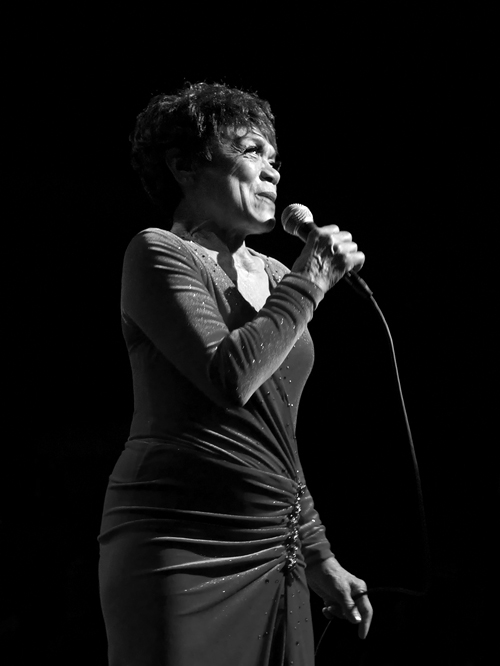
Eartha Kitt (2007)

Santa Baby ist ein 1953 von Joan Javits (der Nichte von Senator Jacob K. Javits) und Philip Springer geschriebenes Weihnachtslied. Der Song wurde im selben Jahr von Eartha Kitt mit Henri René und seinem Orchester in New York City aufgenommen und veröffentlicht.

## Inhalt
Das Lied ist ein Blick auf eine Wunschliste für Weihnachten, gesungen von einer Frau, die sich extravagante Geschenke, wie einen Zobelpelz, eine Yacht und Christbaum-Schmuck von Tiffany, zu Weihnachten wünscht. Es ist eines der wenigen Weihnachtslieder, die von einer Frau geschrieben wurden.
Es gibt zahlreiche Einspielungen und Arrangements des Songs. Kitt veröffentlichte ein Jahr nach der Originalaufnahme eine Solo-Neuaufnahme des Songs, This Year’s Santa Baby, die jedoch kommerziell keinen Anklang fand, genauso wenig wie eine erneute Neuaufnahme 1963. Die bekannteste Coverversion stammt von Kylie Minogue. Diese wurde 2000 als B-Seite des Liedes Please Stay veröffentlicht. 2015 war das Lied schließlich auf Minogues Weihnachtsalbum A Kylie Christmas enthalten. Eine weitere bekannte Version stammt von Madonna (1987). Vor allem in den 2010er Jahren wurden diverse Coverversionen des Songs veröffentlicht. In dem Thriller P2 – Schreie im Parkhaus von 2007, der von einem geistesgestörten Parkhauswächter handelt, der an Weihnachten eine junge Büroangestellte als Geisel nimmt, erklingt der Song Santa Baby zu Beginn des Films.

## Chartplatzierungen

### Version von Eartha Kitt, Henri René und seinem Orchester
| Periode   | Höchstplatzierung, GesamtwochenChartplatzierungen (Periode, Platzierungen, Wochen) | Höchstplatzierung, GesamtwochenChartplatzierungen (Periode, Platzierungen, Wochen) | Höchstplatzierung, GesamtwochenChartplatzierungen (Periode, Platzierungen, Wochen) | Höchstplatzierung, GesamtwochenChartplatzierungen (Periode, Platzierungen, Wochen) | Höchstplatzierung, GesamtwochenChartplatzierungen (Periode, Platzierungen, Wochen) |
| Periode   | DE                                                                                 | AT                                                                                 | CH                                                                                 | UK                                                                                 | US                                                                                 |
| --------- | ---------------------------------------------------------------------------------- | ---------------------------------------------------------------------------------- | ---------------------------------------------------------------------------------- | ---------------------------------------------------------------------------------- | ---------------------------------------------------------------------------------- |
| 1953/54   | —                                                                                  | —                                                                                  | —                                                                                  | —                                                                                  | US4 (5 Wo.)US                                                                      |
|           |                                                                                    |                                                                                    |                                                                                    |                                                                                    |                                                                                    |
|           |                                                                                    |                                                                                    |                                                                                    |                                                                                    |                                                                                    |
| 2007/08   | —                                                                                  | —                                                                                  | —                                                                                  | UK85 (2 Wo.)UK                                                                     | —                                                                                  |
| 2008/09   | —                                                                                  | —                                                                                  | —                                                                                  | UK84 (2 Wo.)UK                                                                     | —                                                                                  |
| 2009/10   | —                                                                                  | —                                                                                  | —                                                                                  | UK94 (1 Wo.)UK                                                                     | —                                                                                  |
|           |                                                                                    |                                                                                    |                                                                                    |                                                                                    |                                                                                    |
|           |                                                                                    |                                                                                    |                                                                                    |                                                                                    |                                                                                    |
| 2016/17   | —                                                                                  | —                                                                                  | —                                                                                  | UK63 (2 Wo.)UK                                                                     | —                                                                                  |
| 2017/18   | DE78 (1 Wo.)DE                                                                     | —                                                                                  | —                                                                                  | UK68 (1 Wo.)UK                                                                     | —                                                                                  |
| 2018/19   | DE73 (1 Wo.)DE                                                                     | —                                                                                  | —                                                                                  | UK73 (1 Wo.)UK                                                                     | —                                                                                  |
| 2019/20   | DE95 (1 Wo.)DE                                                                     | —                                                                                  | CH94 (1 Wo.)CH                                                                     | UK55 (1 Wo.)UK                                                                     | —                                                                                  |
| 2020/21   | —                                                                                  | AT72 (1 Wo.)AT                                                                     | —                                                                                  | UK96 (2 Wo.)UK                                                                     | —                                                                                  |
| 2021/22   | —                                                                                  | —                                                                                  | CH97 (1 Wo.)CH                                                                     | UK73 (2 Wo.)UK                                                                     | US35 (3 Wo.)US                                                                     |
| 2022/23   | —                                                                                  | —                                                                                  | CH93 (1 Wo.)CH                                                                     | UK81 (1 Wo.)UK                                                                     | US36 (2 Wo.)US                                                                     |
| 2023/24   | DE68 (1 Wo.)DE                                                                     | AT55 (2 Wo.)AT                                                                     | CH38 (4 Wo.)CH                                                                     | UK44 (3 Wo.)UK                                                                     | US20 (4 Wo.)US                                                                     |
| 2024/25   | DE93 (1 Wo.)DE                                                                     | AT75 (1 Wo.)AT                                                                     | CH52 (1 Wo.)CH                                                                     | UK59 (1 Wo.)UK                                                                     | US22 (3 Wo.)US                                                                     |
| Insgesamt | DE68 (5 Wo.)DE                                                                     | AT55 (4 Wo.)AT                                                                     | CH38 (8 Wo.)CH                                                                     | UK44 (19 Wo.)UK                                                                    | US4 (17 Wo.)US                                                                     |

grau schraffiert: keine Chartdaten aus diesem Jahr verfügbar

### Version von Kylie Minogue
| Periode   | Höchstplatzierung, GesamtwochenChartplatzierungen (Periode, Platzierungen, Wochen) | Höchstplatzierung, GesamtwochenChartplatzierungen (Periode, Platzierungen, Wochen) | Höchstplatzierung, GesamtwochenChartplatzierungen (Periode, Platzierungen, Wochen) | Höchstplatzierung, GesamtwochenChartplatzierungen (Periode, Platzierungen, Wochen) | Höchstplatzierung, GesamtwochenChartplatzierungen (Periode, Platzierungen, Wochen) |
| Periode   | DE                                                                                 | AT                                                                                 | CH                                                                                 | UK                                                                                 | AU                                                                                 |
| --------- | ---------------------------------------------------------------------------------- | ---------------------------------------------------------------------------------- | ---------------------------------------------------------------------------------- | ---------------------------------------------------------------------------------- | ---------------------------------------------------------------------------------- |
| 2007/08   | —                                                                                  | —                                                                                  | —                                                                                  | UK76 (2 Wo.)UK                                                                     | —                                                                                  |
|           |                                                                                    |                                                                                    |                                                                                    |                                                                                    |                                                                                    |
|           |                                                                                    |                                                                                    |                                                                                    |                                                                                    |                                                                                    |
| 2011/12   | —                                                                                  | —                                                                                  | —                                                                                  | UK100 (1 Wo.)UK                                                                    | —                                                                                  |
| 2012/13   | —                                                                                  | —                                                                                  | —                                                                                  | UK99 (2 Wo.)UK                                                                     | —                                                                                  |
|           |                                                                                    |                                                                                    |                                                                                    |                                                                                    |                                                                                    |
|           |                                                                                    |                                                                                    |                                                                                    |                                                                                    |                                                                                    |
| 2015/16   | —                                                                                  | —                                                                                  | —                                                                                  | UK95 (1 Wo.)UK                                                                     | —                                                                                  |
| 2016/17   | —                                                                                  | —                                                                                  | —                                                                                  | UK72 (4 Wo.)UK                                                                     | —                                                                                  |
| 2017/18   | —                                                                                  | —                                                                                  | —                                                                                  | UK38 (4 Wo.)UK                                                                     | —                                                                                  |
| 2018/19   | DE60 (1 Wo.)DE                                                                     | AT67 (1 Wo.)AT                                                                     | CH57 (1 Wo.)CH                                                                     | UK53 (2 Wo.)UK                                                                     | —                                                                                  |
| 2019/20   | DE68 (1 Wo.)DE                                                                     | —                                                                                  | CH74 (1 Wo.)CH                                                                     | UK74 (1 Wo.)UK                                                                     | —                                                                                  |
| 2020/21   | DE23 (4 Wo.)DE                                                                     | AT39 (3 Wo.)AT                                                                     | CH91 (2 Wo.)CH                                                                     | UK31 (5 Wo.)UK                                                                     | —                                                                                  |
| 2021/22   | DE28 (5 Wo.)DE                                                                     | AT27 (4 Wo.)AT                                                                     | CH57 (4 Wo.)CH                                                                     | UK55 (5 Wo.)UK                                                                     | AU44 (1 Wo.)AU                                                                     |
| 2022/23   | DE44 (5 Wo.)DE                                                                     | AT40 (5 Wo.)AT                                                                     | CH71 (1 Wo.)CH                                                                     | UK54 (4 Wo.)UK                                                                     | —                                                                                  |
| 2023/24   | DE52 (4 Wo.)DE                                                                     | AT57 (3 Wo.)AT                                                                     | CH78 (1 Wo.)CH                                                                     | UK64 (2 Wo.)UK                                                                     | —                                                                                  |
| 2024/25   | DE38 (4 Wo.)DE                                                                     | AT48 (2 Wo.)AT                                                                     | CH66 (1 Wo.)CH                                                                     | UK83 (1 Wo.)UK                                                                     | —                                                                                  |
| Insgesamt | DE23 (24 Wo.)DE                                                                    | AT27 (18 Wo.)AT                                                                    | CH57 (11 Wo.)CH                                                                    | UK31 (34 Wo.)UK                                                                    | AU44 (1 Wo.)AU                                                                     |

### Version von Ariana Grande feat. Liz Gillies
| Periode   | Höchstplatzierung, GesamtwochenChartsChartplatzierungen (Periode, Platzierungen, Wochen) |
| Periode   | CH                                                                                       |
| --------- | ---------------------------------------------------------------------------------------- |
| 2018/19   | CH81 (1 Wo.)CH                                                                           |
| 2019/20   | CH77 (1 Wo.)CH                                                                           |
| Insgesamt | CH77 (2 Wo.)CH                                                                           |

### Version von Laufey
| Periode   | Höchstplatzierung, GesamtwochenChartplatzierungen (Periode, Platzierungen, Wochen) | Höchstplatzierung, GesamtwochenChartplatzierungen (Periode, Platzierungen, Wochen) |
| Periode   | UK                                                                                 | US                                                                                 |
| --------- | ---------------------------------------------------------------------------------- | ---------------------------------------------------------------------------------- |
| 2024/25   | UK35 (3 Wo.)UK                                                                     | US89 (1 Wo.)US                                                                     |
| Insgesamt | UK35 (3 Wo.)UK                                                                     | US89 (1 Wo.)US                                                                     |

## Musikvideos
- Hörbeispiel – Eartha Kitt with Friends
- Hörbeispiel – Madonna
- Jazz-Arrangement für Klavier (Dean Malsack)
- Ukulele und Klavier, mit Gesang (Hawley Allen und Caron Clancey)